# Drug Thuksey

BHT Royal Order of Bhutan Ribbon

Der Druk Thuksey, ist der Königliche Orden von Bhutan (bhutanisch དྲུག་ཐུགས་སེ།, en.: Royal Order of Bhutan, wörtl.: „Herzsohn des Donnerdrachens“) ist ein Ehrenzeichen des Druk Gyalpo (König von Bhutan). Er wurde 1966 von Jigme Dorji Wangchuck gestiftet und 2008 neu gestaltet.

## Verleihung
Der Orden wird an Personen verliehen, die in verschiedenen Arten zur sozio-ökonomischen, religiösen und politischen Entwicklung und zum Wachstum Bhutans beigetragen haben.
Er kann sowohl an Bürger von Bhutan, als auch an Ausländer verliehen werden.

### Insigne
Der Orden besteht aus einer einzigen Klasse. Das Ordenszeichen ist ein am Kragen befestigtes Halsabzeichen und eine dazu passende Miniatur in einer Fassung, auf dessen Deckel sich das „Kreuz Dorjee“ und der Name des Ordens in Goldblockform befinden.
Das 65 mm große Abzeichen besteht aus einem großen äußeren Ring mit gekreuzten silbernen Dorjees und acht dazwischen platzierten goldenen Lotusblütenblättern, mit einem rot emaillierten Kreis darin, in dessen gelbem Email ein goldenes Porträt des Königs zu sehen ist.

## Träger der Auszeichnung
- William Mackey (1973).
- Lyonpo Jigme Yoser Thinley, früherer Ministerpräsident von Bhutan (2. Juni 1999).
- Dasho Dr. Lotay Tshering, früherer Ministerpräsident
- Gesundheitsministerium
- Drukair, Royal Bhutan Airline
- Lopen Nyapchi (Lopen Thinley Gyeltshen) für seinen lebenslangen Dienst an vier Generationen von Königen und dem Land (der Mann, der die Grenzstädte Bhutans Gelephu, Phuntsholing, Samdrupjongkhar und Dradhul Makhang in Thimphu benannte) (17. Dezember 2015)
- Drungtsho Sherub Jordan für seinen Beitrag zur Gründung der Schule für Traditionelle Medizin in Bhutan und zur Sicherung des Fortbestehens dieser Tradition. (17. Dezember 2015)
- Dr. Arthit Ourairat, Präsident der Universität Rangsit, Thailand als langjähriger wahrer Freund Bhutans (17. Dezember 2015)
- Yanglop Drep BasoKarp herausragender Kleriker (17. Dezember 2015)
- Tsukla lopen Sangay Dorji
- Pawo Choyning Dorji
- Arvind Kumar Mishra (Managing Director des Mangdechu Hydro Project, 17. Dezember 2023)
- Bhutan Emergency Aeromedical Retrieval (BEAR) Team (2021)
- Druk Namyrup Tshogpa (Politische Partei von Bhutan, 2018–2024 Herrschende Partei. 17. Dezember 2023)